# ブルーミング (オレゴン州)

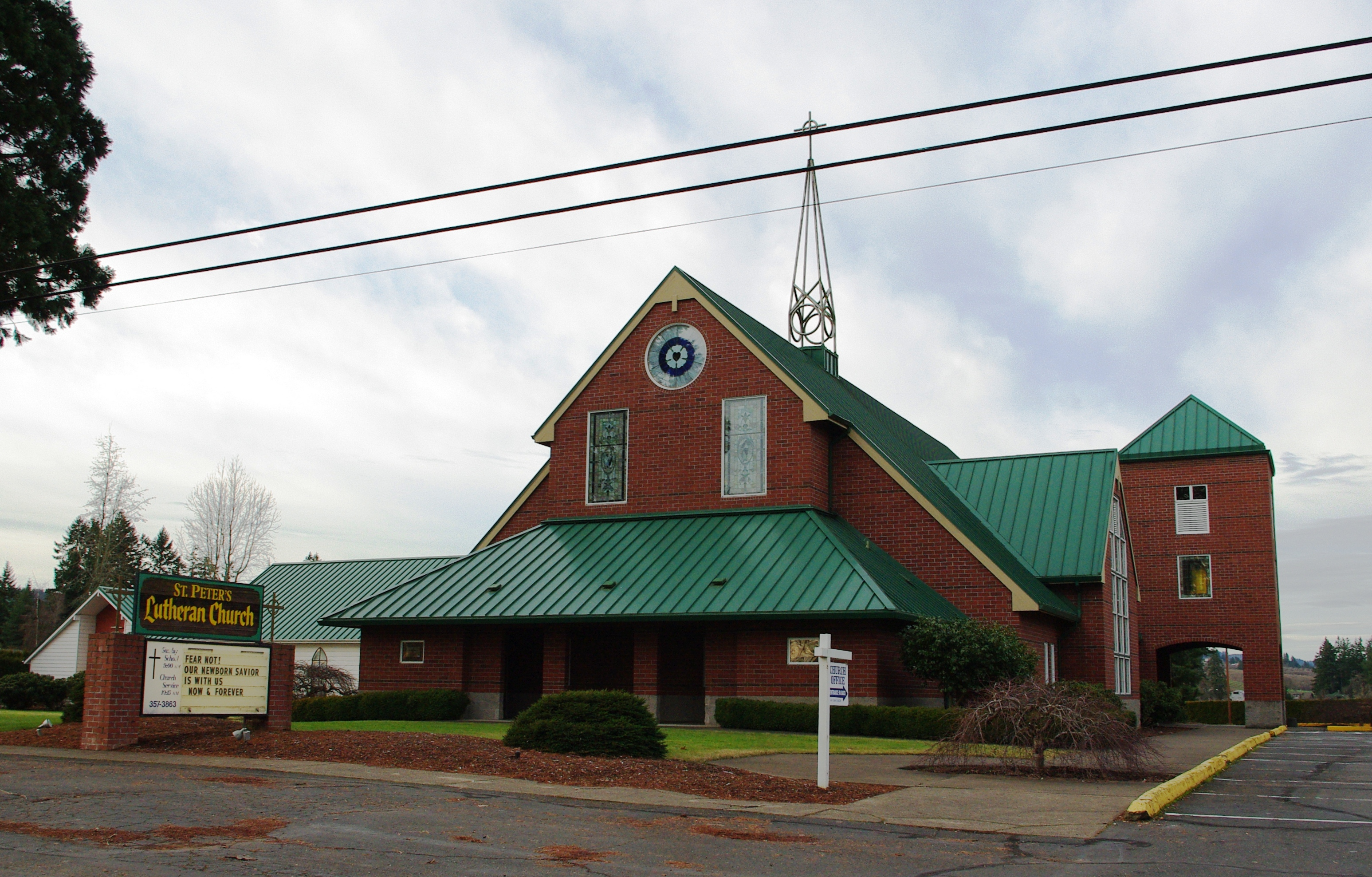
聖ペテロ・ルーテル教会

ブルーミング（英: Blooming）は、アメリカ合衆国オレゴン州ワシントン郡にある非法人地域である。テュアラティン川の流域、コーネリアスの約2マイル南に位置する。標高は190フィート（58 m）。地域内には苗畑が点在する。
現在ブルーミングとして知られる地域は元々は「ジャーマン・セトルメント」（ドイツ人の入植地）と呼ばれ、ドイツ人の移民グループが居を構えた場所だった。その後、聖ペテロ・ルーテル教会のポール師により、地域に生える花々に因みつつ将来の繁栄の意を込めて「ブルーミング」（Blooming、開花の意）と名付けられた。地域内には、ブルーミング郵便局が1895年から1904年まで存在した。
ブルーミングの中心となるのは聖ペテロ福音ルーテル教会であり、太平洋岸北西部におけるルター派ミズーリ教会会議として2番目に古いものとなっている。この教会は1882年に設立され、1923年に現在の建物が作られた。
ZIPコードはコーネリアスと同じものが用いられている。